# Koman-Stausee
Der Koman-Stausee (albanisch Liqeni i Komanit) ist ein Stausee am Drin in Nordalbanien. 

## Details
Der in den Jahren 1980 bis 1988 in der Schlucht von Malgun (gryka e Malgunit) beim Dorf Koman erbaute Steinschüttdamm mit Betonaußenschicht ist 115 Meter hoch, besteht aus 600.000 Kubikmetern Material und staut einen See von zwölf Quadratkilometern Fläche. Der Wasserspiegel liegt auf einer Höhe von 170 m ü. A.

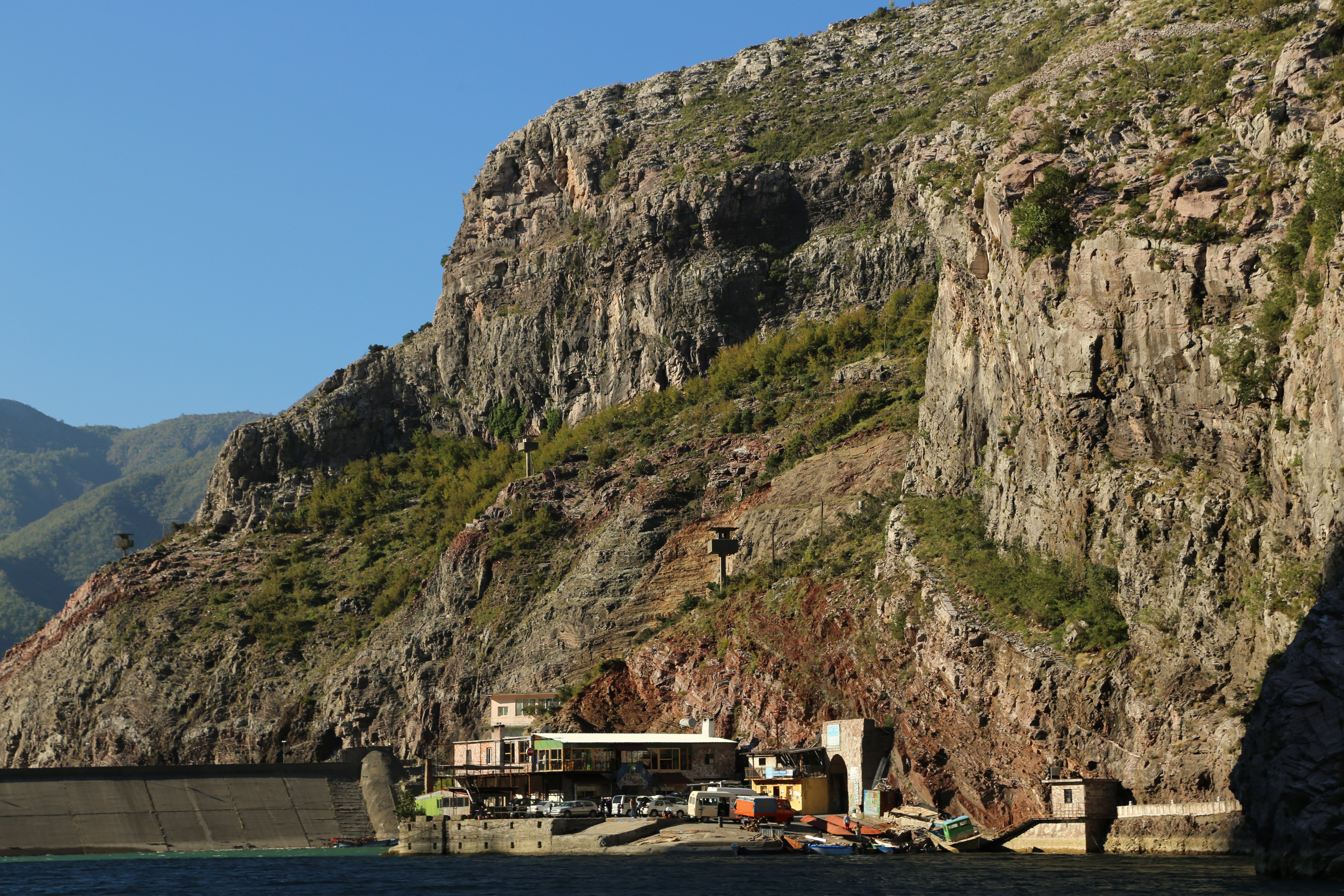
Staumauer und Anlegestelle der Fähre (rechts) bei Koman

Das angeschlossene Wasserkraftwerk, ursprünglich nach Enver Hoxha benannt, hat mit vier aus Frankreich stammenden Turbinen eine Leistung von 600 MW, was damals die größte in Albanien und in Südosteuropa gewesen sein soll. Wegen Wasserknappheit musste die Stromproduktion in den letzten Jahren wiederholt drastisch heruntergefahren werden. Gespeist wird der Koman-Stausee neben dem Drin von der Valbona und der Shala.
Der Koman-Stausee ist bis zu 96 Meter tief und Teil einer ganzen Reihe von Stauseen entlang des Drins. Der Koman-Stausee reicht bis an die Staumauer des Fierza-Stausees (Liqeni i Fierzës), während der vom Staudamm Vau-Deja gestaute Liqen i Vaut të Dejës fast bis zum Staudamm des Koman-Stausees reicht. Mit rund 500 Millionen Kubikmeter ist der Koman-See der kleinste Stausee der Kaskade.
Der Drin hatte sich im Bereich des Koman-Stausees tiefe Schluchten in die Berge der Albanischen Alpen gebahnt. Der See zieht sich als langer Schlauch über 34 Kilometer durch das schmale Tal des Drin und ist kaum je mehr als 400 Meter breit. In den engsten, von hunderten von Metern hohen Felswänden umgebenen Schluchten ist der See kaum mehr 50 Meter breit.

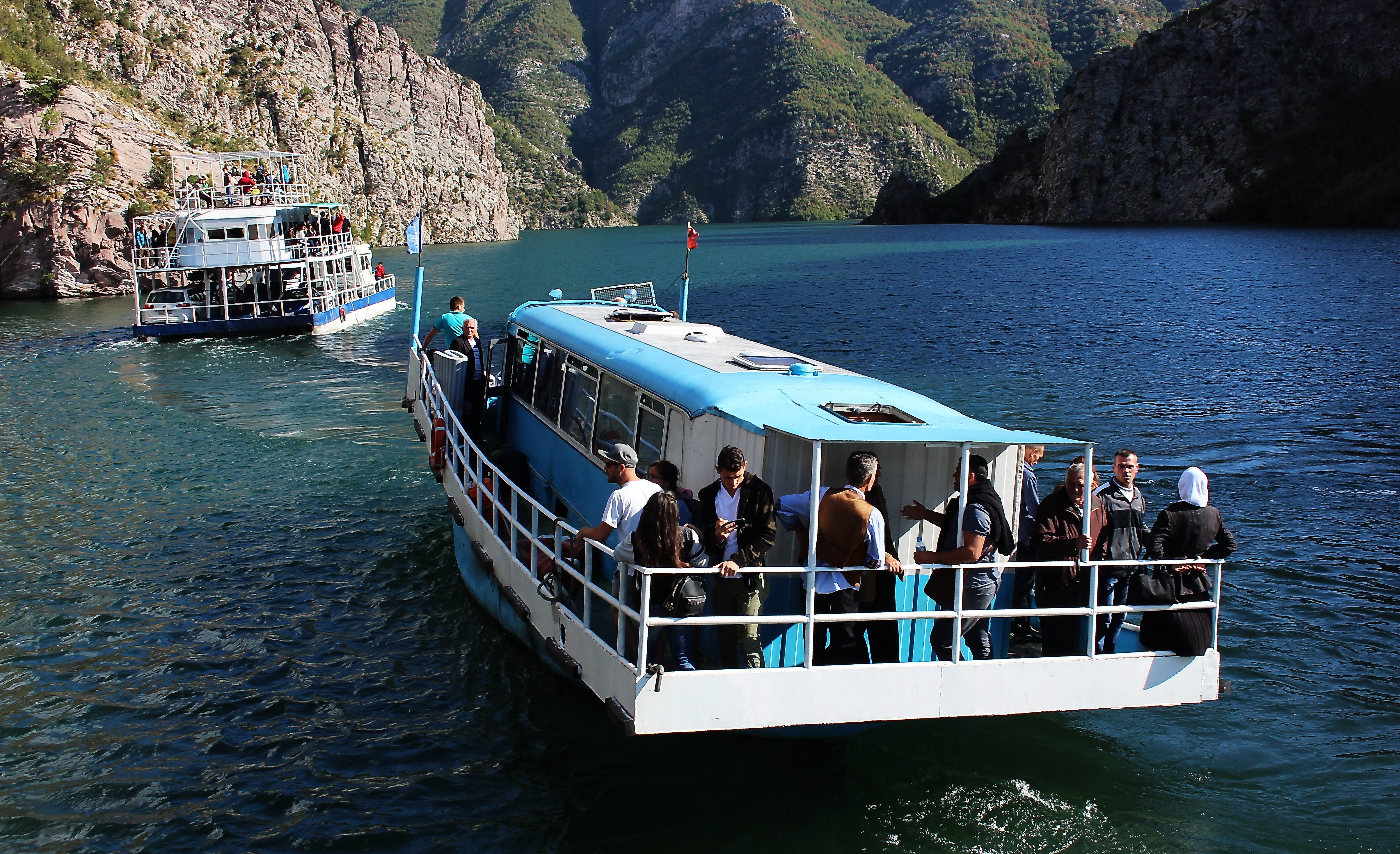
Personenfähre im Vordergrund, im Hintergrund die Autofähre

Eine Personenfähre, die auch Fahrräder und Motorräder transportiert, verkehrt täglich auf dem See von Koman nach Fierza respektive Breg-Lum. Nachdem der Betrieb der Autofähre zwischenzeitlich aus finanziellen Gründen eingestellt wurde, verkehren seit dem Frühjahr 2015 nun sogar zwei Autofähren. Die Fähren erschließen den Nordosten Albaniens mit der Stadt Bajram Curr und der Region von Tropoja. Die Fahrt dauert rund zweieinhalb Stunden und ist wegen der Passagen zwischen hohen Felswänden durch enge Schluchten, die an norwegische Fjorde erinnern, auch bei Touristen beliebt. Kleinere Boote bringen Personen und Waren zu abgelegenen Dörfern, die oft weit entfernt hoch über dem See liegen, aber nur übers Wasser erreichbar sind.